# Алёшино (Крым)

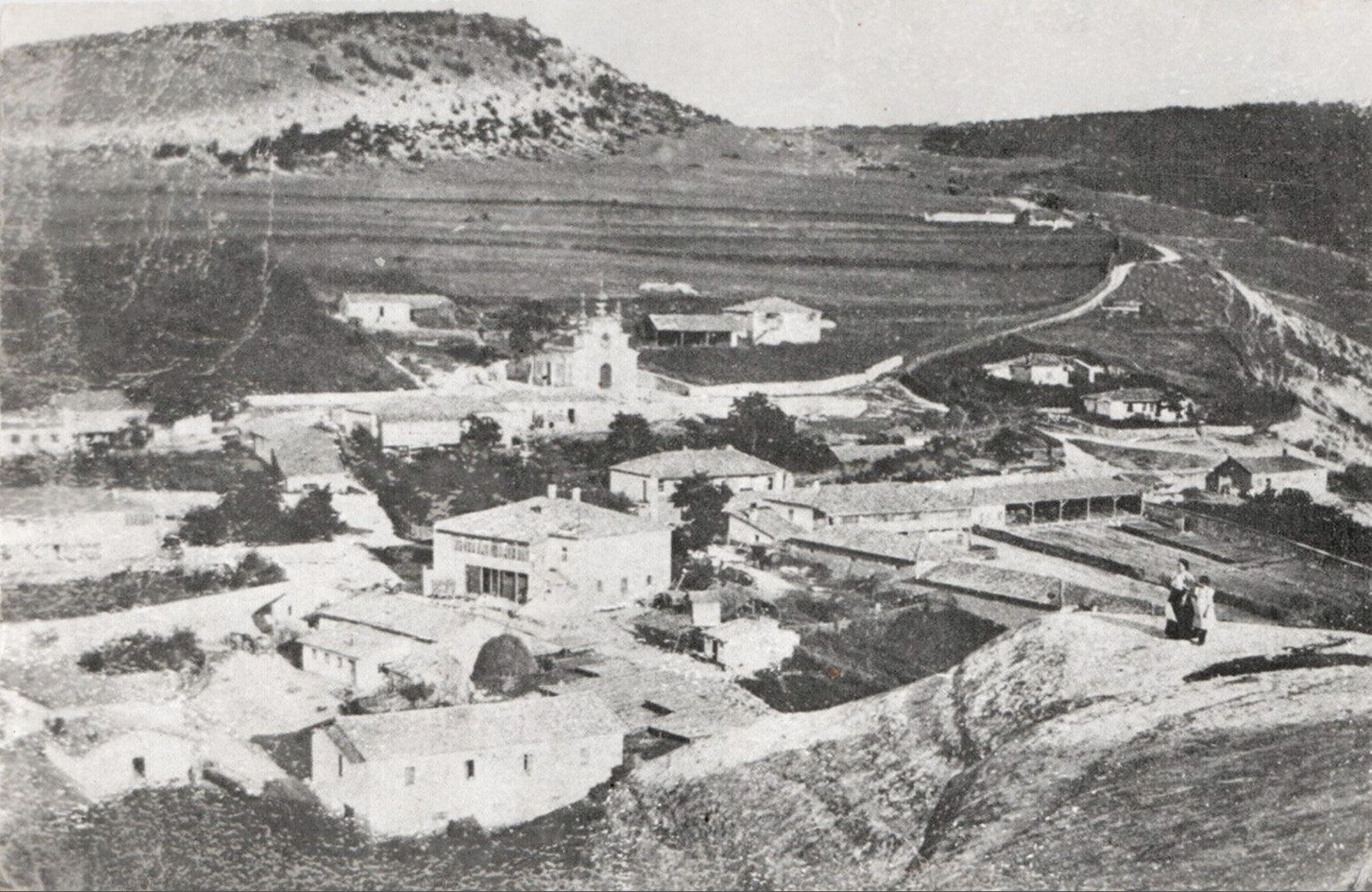
Село Балтачокрак, примерно 1900 год

Алёшино (до 1948 года Балта́-Чокра́к крымскотат. Balta Çoqraq, Балта Чокъракъ) — исчезнувшее село в Бахчисарайском районе Республики Крым (согласно административно-территориальному делению Украины — Автономной Республики Крым), располагавшееся на, примерно, равном расстоянии между сёлами Скалистое и Глубокий Яр.

## История
Первые скифские поселения на месте будущей деревни Алёшино возникли в I веке нашей эры, от них остались зримые следы в виде зерновых ям. Видимо, поселение в этом месте с тех пор существовало постоянно (о такой возможности говорит история аналогичных селений продольной долины Эски-Юрта, Толе), но археологического исследования самой деревни не проводилось. Не найдено пока и документов с упоминанием Балта-Чокрака времён Крымского ханства, лишь из составленного перед присоединением Крыма к России Камерального Описания Крыма 1784 года известно, что деревня в последний период ханства относилась к Бахчисарайскому кадылыку Бахчисарайского каймаканства.
После присоединения Крыма к России (8) 19 апреля 1783 года, (8) 19 февраля 1784 года, именным указом Екатерины II сенату, на территории бывшего Крымского Ханства была образована Таврическая область и деревня была приписана к Симферопольскому уезду. После Павловских реформ, с 1796 по 1802 год, входила в Акмечетский уезд Новороссийской губернии. По новому административному делению, после создания 8 (20) октября 1802 года Таврической губернии, Балта-Чокрак был включён в состав Актачинской волости Симферопольского уезда.

По Ведомости о всех селениях в Симферопольском уезде состоящих с показанием в которой волости сколько числом дворов и душ… от 9 октября 1805 года, в Балта-Чокраке, в 10 дворах проживало 49 крымских татар. По Указу от 19 мая 1805 года у владельца деревни, помещика Фёдора Мазган, были куплены за 1226 рублей 58 копеек 350 десятин пашни, 3 десятины 341 кв.саженей сенокосов. В 1806 году в деревню поселили несколько семей болгар, выходцев из Анатолии, предоставив им 800 десятин земли. В 1810—1812 годах татары выехали в Турцию и на их место в 1814 году поселены 99 семей греков из Анатолии (на военно-топографической карте генерал-майора Мухина 1817 года в деревне обозначено 16 дворов). После реформы волостного деления 1829 года Балта Чокрак, согласно «Ведомости о казённых волостях Таврической губернии 1829 года», отнесли к Яшлавской волости (преобразованной из Актачинской. Шарль Монтандон в своём «Путеводителе путешественника по Крыму, украшенный картами, планами, видами и виньетами…» 1833 года так описал селение 
маленькая греческая колония, состоящая из 100 человек, из которых 57 мужчин и 43 женщины. Тринадцать домов, образующих деревню и расположенных в 20 верстах от Симферополя и в 20 — от Бахчи-Сарая, занимают небольшой пригорок, лишенный деревьев.
 После постройки в 1835 году церкви св. Пантелеймона, Балта-Чокраку был присвоен статус села, в отличие от мусульманских поселений, официально считавшихся деревнями. По свидетельству В. Х. Кондараки, храм считался у туземных греков одной из самых почитаемых святынь. На карте 1836 года в деревне 17 дворов.
В 1860-х годах, после земской реформы Александра II, деревню приписали к Мангушской волости. В «Списке населённых мест Таврической губернии по сведениям 1864 года» Балта-Чокрак — болгарская колония ведомства попечительского комитета…, с 111 жителями, 11 дворами, упразднённой православной греческой церковью и сельским приказом при фонтане (в 1866 году церковь была перестроена и возобновлена). На трёхверстовой карте Шуберта 1865—1876 года в колонии обозначено 15 дворов На 1886 год в колонии Болто-Чокрак, согласно справочнику «Волости и важнѣйшія селенія Европейской Россіи», проживало 118 человека в 26 домохозяйствах, действовала православная церковь и лавка. По результатам Х ревизии 1887 года, собранным в «Памятной книге Таврической губернии 1889г», в селе было 34 двора и 158 жителей (на карте 1889 года обозначены 20 дворов с греческим населением).

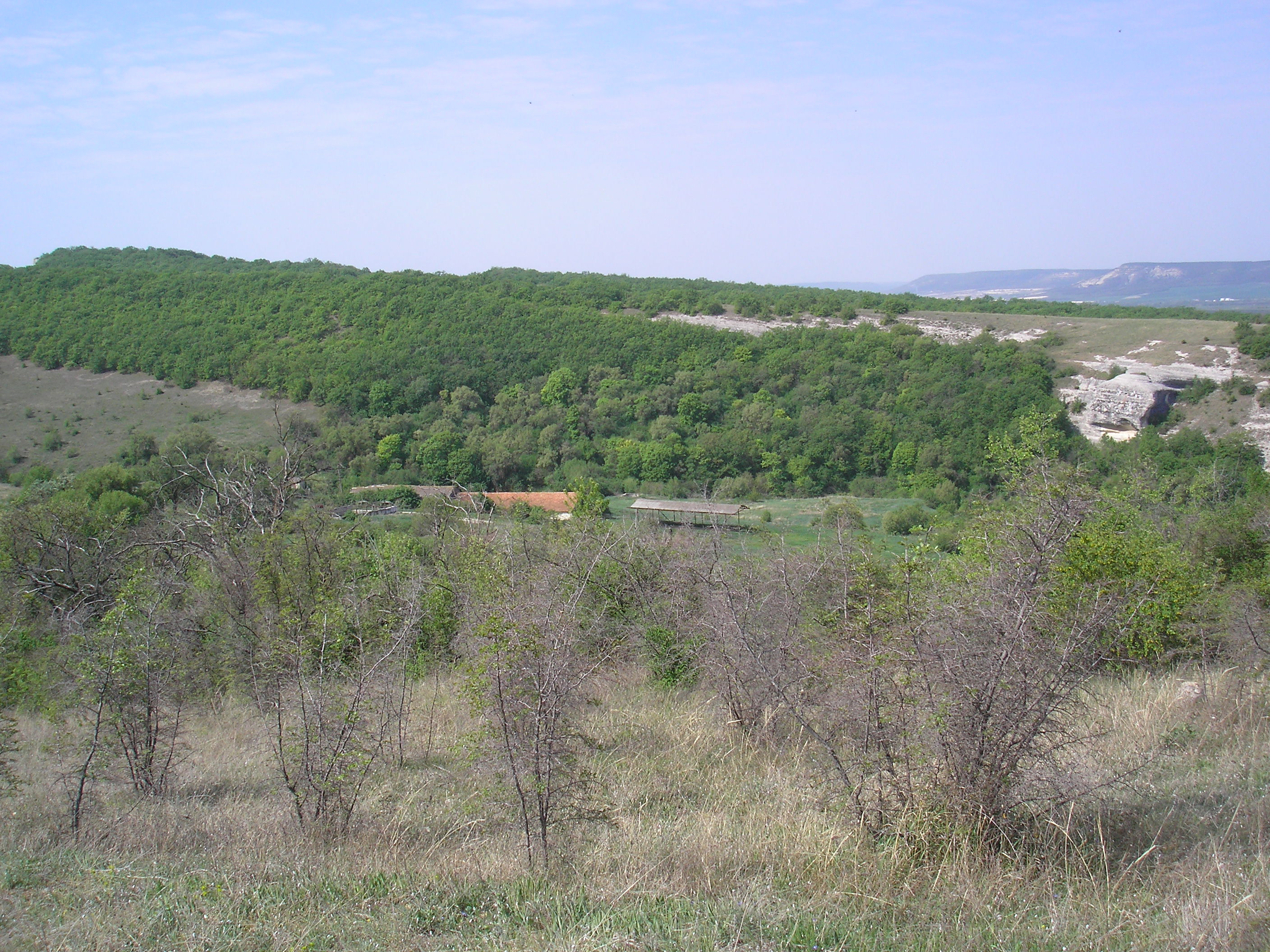
Ферма на месте села

После земской реформы 1890-х годов деревню передали в состав новой Тав-Бодракской волости. По «…Памятной книжке Таврической губернии на 1892 год» в деревне Болта-Чокрак, составлявшей Болта-Чокракское сельское общество, числилось 115 жителей в 19 домохозяйствах, подворно владевших 882 десятинами земли. По «…Памятной книжке Таврической губернии на 1902 год» в селе Балточокрак, входившем в Балточокракское сельское общество, числилось также 115 жителей в 19 домохозяйствах. По Статистическому справочнику Таврической губернии. Ч.II-я. Статистический очерк, выпуск шестой Симферопольский уезд, 1915 год, в селе Болта-Чокрак Тав-Бодракской волости Симферопольского уезда числилось 28 дворов со смешанным населением в количестве 130 человек приписных жителей и 43 — «посторонних». Во владении было 882 десятины земли, с землёй были 17 дворов и 11 безземельных. В хозяйствах имелось 48 лошадей, 28 волов и 30 коров, в котором действовала церковь.
После установления в Крыму Советской власти, по постановлению Крымревкома от 8 января 1921 года была упразднена волостная система и село вошло в состав Бахчисарайского района Симферопольского уезда (округа), а в 1922 году уезды получили название округов. 11 октября 1923 года, согласно постановлению ВЦИК, в административное деление Крымской АССР были внесены изменения, в результате которых был создан Бахчисарайский район и село включили в его состав. Согласно Списку населённых пунктов Крымской АССР по Всесоюзной переписи 17 декабря 1926 года, в селе Балта-Чокрак, Улаклынского сельсовета Бахчисарайского района, имелось 37 дворов, все крестьянские, население составляло 146 человек (68 мужчин и 78 женщин). В национальном отношении учтено 90 греков, 44 русских, 10 украинцев, 1 немец и 1 записан в графе «прочие».
Летом 1942 года окрестности села стали местом массовых казней, произведённых зондеркомандой 11a в составе анзацгруппы D. Севастопольских евреев вывозили группами и расстреливали — около 1500 человек на 4-м километре Балаклавского шоссе у противотанкового рва, остальных — в деревнях Старые Шули и Новые Шули Балаклавского района, в деревне Балта-Чокрак под Бахчисараем и у населенного пункта «8-я остановка». Некоторая часть была уничтожена в «душегубках».
В ходе Севастопольского процесса в 1947 году за это преступление был осуждён на 25 лет Эрнст Шреве, обер-лейтенант полевой жандармерии, 1895 года рождения, который с июля 1942 года по май 1944 года служил начальником полевой жандармерии Севастополя.
В 1944 году, после освобождения Крыма от фашистов, согласно Постановлению ГКО № 5984сс от 2 июня 1944 года, 27 июня крымские греки были депортированы в Пермскую область и Среднюю Азию. 12 августа 1944 года было принято постановление № ГОКО-6372с «О переселении колхозников в районы Крыма» по которому в район планировалось переселить 6000 колхозников и в сентябре 1944 года в район приехали первые новосёлы (2146 семей) из Орловской и Брянской областей РСФСР, а в начале 1950-х годов последовала вторая волна переселенцев из различных областей Украины. С 25 июня 1946 года Балта-Чокрак в составе Крымской области РСФСР. 18 мая 1948 года, указом Президиума Верховного Совета РСФСР село Балта-Чокрак было переименовано в Алёшино. 26 апреля 1954 года Крымская область была передана из состава РСФСР в состав УССР. В период с 1960 года, когда Алёшино ещё числилось в составе сельсовета по 1968 год село было ликвидировано.

### Динамика численности населения
| - 1805 год — 49 чел. - 1833 год — 100 чел. - 1864 год — 111 чел. - 1886 год — 118 чел. - 1889 год — 158 чел. | - 1892 год — 115 чел. - 1902 год — 115 чел. - 1915 год — 130/43 чел. - 1926 год — 146 чел. |

## Известные уроженцы
- Александр Канаки — знаменитый спортсмен, Заслуженный мастер спорта СССР.